# Jesús Ordovás
Jesús Ordovás (Ferrol, La Coruña, 1947) es un periodista y locutor de radio español. 

## Biografía
Jesús Ordovás nació en Ferrol (La Coruña) en 1947 y cursó los estudios de Sociología en Madrid, donde compaginaba sus estudios con su atracción por las novedades que se producían en el panorama de la música pop y rock de la década de 1970. En 1974 escribía de forma habitual en publicaciones musicales, como AU, Ozono y Disco Expres. Desde 1979 se convierte en codirector junto a Jose M. Rey y Tomas Fdo. Flores del espacio Diario Pop de Radio 3, radio centrada fundamentalmente en la actualidad de los géneros de pop y rock alejados del mainstream y de las listas de éxitos.
Es considerado uno de los principales impulsores del movimiento contracultural surgido durante los primeros años de la Transición Española denominado movida madrileña. Ha colaborado en varios periódicos y revistas, como El País, El Mundo, Diario 16, La Vanguardia, Faro de Vigo, entre otros. También ha publicado diversas obras, como Bob Dylan, ¿Quién mató a Jimmy Hendrix?, El rock ácido de California (1975), De qué va el rrollo (1977), Bob Marley (1980), Historia de la música pop española (1986) o Siniestro Total. Apocalipsis con grelos (1993).